# Pere Abadal

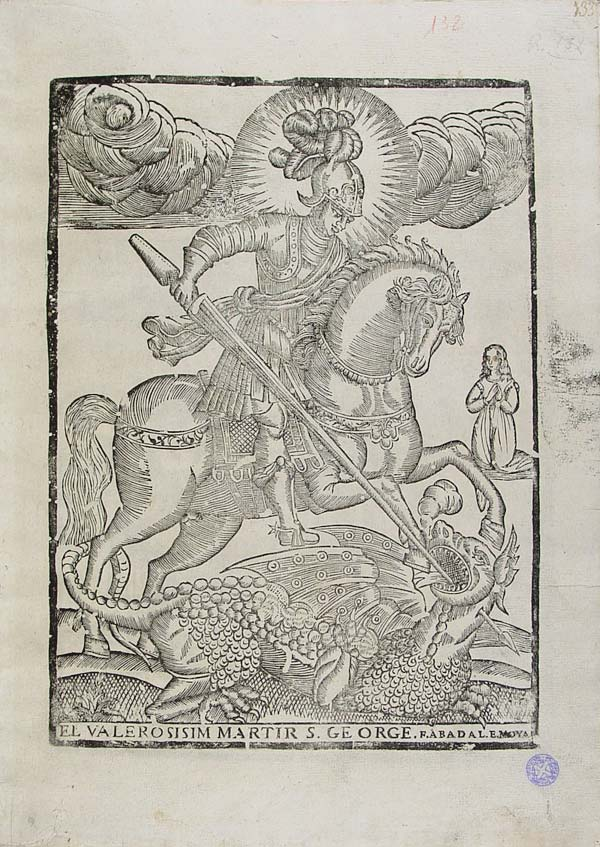
San Jorge, xilografía del Álbum de mostres Abadal. Inscripción: «el valerosisim martir s.^{n} george. P. Abadal f. Moya», Barcelona, Biblioteca de Catalunya.

Pere Abadal Morató, que firmaba Petrvs Abadal f. o Pera Abadal (Moyá, Barcelona, c. 1630-1684), fue un impresor y grabador xilográfico español, hijo de un pelaire y cabeza de una familia de grabadores e impresores, que alcanza al siglo XIX.
Compatibilizando el oficio de grabador con el de droguero, Pere reunió en treinta años de profesión, de 1657 a su muerte en 1684, un conjunto de unas 250 estampas de carácter popular, principalmente religiosas y algunas en dos tamaños, pequeño y grande, para facilitar su uso. Casado en diciembre de 1659 con Paula Fontcuberta, tuvo al menos cuatro hijos de los que los dos varones continuaron el oficio paterno: Josep Abadal i Fontcuberta (ca. 1661-1749), que en 1693 se ordenó sacerdote sin dejar de ejercer como grabador y droguero, y Pau Abadal i Fontcuberta (1663-1729), establecido en Manresa.
El Álbum de muestras de  Abadal, reunido en torno a 1800 por Ignasi Abadal i Guirifau, recopilaba 177 estampas xilográficas utilizadas por la imprenta familiar, con fechas que van desde la segunda mitad del siglo XVII hasta finales del XVIII. De carácter popular y en su mayoría de temática religiosa, para ser empleadas en aleluyas y goigs o para la devoción privada, no faltan las de asunto profano para pliegos sueltos de romances, calendarios y almanaques. Firmadas muchas de ellas por el mismo Pere Abadal, junto a un extenso santoral y reproducciones de imágenes devotas de la Virgen, que forman el núcleo principal, algunas xilografías muestran oficios, animales con leyendas alegóricas (el gato, el papagayo, la mona) y una figura monstruosa, llamada «Il Tartaro mostruoso» en alusión al peligro turco.